# Ring belge R50
Pour les articles homonymes, voir R50.
Le petit ring de Mons, numéroté R50, désigne la ceinture périphérique intérieure de la ville de Mons en Belgique. Il comprend une chaussée à sens unique dotée de deux à trois bandes de circulations dans le sens antihoraire. Celle-ci se situe à l'emplacement des anciennes fortifications de la ville.
Il se compose des voies suivantes :
- Boulevard Winston Churchill ;
- Boulevard Charles Quint ;
- Boulevard Alexandre Gendebien ;
- Place des Alliés ;
- Boulevard Sainctelette ;
- Boulevard Albert-Elisabeth ;
- Boulevard François Dolez ;
- Boulevard Fulgence Masson ;
- Boulevard du Président Kennedy.

Il comprend 5 tunnels et trémies sous les intersections principales :
- la trémie Regnier au Long Col, d'une longueur de 50 mètres, sous la place Regnier au Long Col ;
- le tunnel Léopold, d'une longueur de 135 mètres, sous la place Léopold face à la gare de Mons ;
- la trémie des Chasseurs à Pied, d'une longueur de 45 mètres, sous la place des Chasseurs à Pied ;
- le tunnel d'Hyon-Orban, d'une longueur de 315 mètres, sous l'avenue d'Hyon ;
- la trémie des Flandres, d'une longueur de 60 mètres, sous la place de Flandre.